# Tom Pillibi
Tom Pillibi è stata la canzone vincitrice dell'Eurovision Song Contest 1960, scritta da André Popp e Pierre Cour, cantata, in francese, da Jacqueline Boyer, in rappresentanza della Francia.
La canzone tratta di un nobile di nome Tom Pillibi, di cui l'interprete decanta i pregi, le ricchezze, tesse le lodi, evidenziando, allo stesso tempo, anche un difetto; infatti viene definito "bugiardo" ma, malgrado ciò, la cantante lo ama lo stesso. Alla fine, l'interprete ammette che tutta la storia da lei raccontata è falsa, ma non per questo non si lascia cullare dalla fantasia e, conseguentemente, resta legata al suo "amante immaginario".
Il brano venne esibito per tredicesimo nella serata, in seguito all'Italia (rappresentata da Renato Rascel) e si classificò al primo posto con 32 punti; raggiunse una tale fama da diventare uno dei più importanti successi mondiali tra gli anni Sessanta e Settanta. Venne in seguito tradotta anche in tedesco e in inglese per incrementare la vendita del brano anche all'estero (in passato, infatti, si pensava che traducendo una canzone in più lingue, il disco avrebbe ottenuto un numero maggiore di vendite e più pubblicità). In occasione dei 50 anni della canzone, Tom Pillibi viene riarmonizzata in modo più moderno, e rientra ancora oggi nel repertorio di Jacqueline Boyer.